# Coupe du Japon de football 2013
Navigation
Édition précédente Édition suivante
La Coupe du Japon de football 2013 est la 93e édition de la Coupe du Japon, une compétition à élimination directe mettant aux prises des clubs de football amateurs et professionnels à travers le Japon. Elle est organisée par la Fédération du Japon de football (JFA). Le vainqueur de cette compétition se qualifie pour la Ligue des champions de l'AFC 2014, accompagné des trois meilleures équipes du championnat.

## Résultats

### Finale
| Division | Club                | Résultat | Club                | Division | Lieu                               | Date, heure JST    |
| -------- | ------------------- | -------- | ------------------- | -------- | ---------------------------------- | ------------------ |
| J1       | Yokohama F. Marinos | 2 – 0    | Sanfrecce Hiroshima | J1       | Stade national d'athlétisme, Tokyo | 1er janvier, 14:04 |